# Migrációs Válsághelyzet Kezeléséért Szolgálati Jel
A Migrációs Válsághelyzet Kezeléséért Szolgálati Jel a honvédelmi miniszter által adományozott kitüntetés, amivel az európai migrációs válság keretében, a magyar határvédelmi feladatokban kiemelkedő helytállást tanúsított honvédeket díjazzák. A kitüntetést a magyar kormány 2015. decemberében alapította. A honvédelmi miniszter és a Honvéd Vezérkar Főnöke által alapítható és adományozható elismerésekről szóló HM-rendelet szerint a "Migrációs Válsághelyzet Kezeléséért Szolgálati Jel ismételt adományozása esetén az adományozások számát jelölő fémszám és az adományozó oklevél kerül átadásra.".